# Artemisina amlia
Artemisina amlia är en svampdjursart som beskrevs av Lehnert, Stone och Heimler 2006. Artemisina amlia ingår i släktet Artemisina och familjen Microcionidae. Inga underarter finns listade i Catalogue of Life.